# Matteo Carcassi
Matteo Carcassi (ur. 1792 we Florencji, zm. 16 stycznia 1853 w Paryżu) – włoski gitarzysta i kompozytor.
Matteo jako dziecko uczył się gry na fortepianie, a następnie na gitarze. Jako gitarzysta  zyskał reputację wirtuoza koncertowego.
Prawdopodobnie walczył w armii napoleońskiej. W roku 1810 przeprowadził się do Niemiec. W 1815 r. przeniósł się do Paryża, gdzie żył jako nauczyciel gry na dwóch instrumentach: fortepianie i gitarze. Muzyka gitarowa cieszyła się w tym czasie wielkim zainteresowaniem publiczności, więc Carcassi zdobywał coraz większe powodzenie, rywalizując z uznanym wirtuozem Ferdinandem Carullim. Na trasie koncertowej w 1819 roku w Niemczech spotkał Antoine'a Meissoniera, również znanego gitarzystę, z którym się zaprzyjaźnił. Meissoinnier opublikował w Paryżu wiele dzieł Carcassiego. W 1823 roku Carcassi z wielkim powodzeniem dawał koncerty w Londynie i zyskał tam sławę jako artysta i nauczyciel. Pod koniec 1824 r. udał się do Niemiec. Koncerty dane przez niego w Londynie zapewniły mu miejsce w najbardziej prestiżowych salach koncertowych. W następnych latach odwiedził większość europejskich stolic i ośrodków kultury. Zakończył koncertowanie około 1840 r. Nadal mieszkał w Paryżu, gdzie zmarł w 1853 roku.